# Cantonul Schœlcher-2
Cantonul Schœlcher-2 este un canton din arondismentul Fort-de-France, Martinica, Franța.

## Comune
| Comune    | Populație (1999) | Cod poștal | Cod INSEE |
| --------- | ---------------- | ---------- | --------- |
| Schœlcher | 9.552 (*)        | 97233      | 97229     |